# Medicinale bloedzuiger
De medicinale bloedzuiger (Hirudo medicinalis) is een bloedzuiger van de familie Hirudinidae. De soort wordt sinds lange tijd gebruikt voor de behandeling van uiteenlopende aandoeningen. Mede door de vangst zijn populaties in een groot deel van het oorspronkelijk verspreidingsgebied gedecimeerd of verdwenen.

## Uiterlijke kenmerken
De morfologie van de medicinale bloedzuiger komt overeen met dat van de meeste andere bloedzuigers. Volwassen exemplaren kunnen een lengte bereiken van twintig centimeter. Ze zijn olijfgroen, bruin of een mengeling daarvan. Exemplaren op het droge lijken bijna zwart. Over de volle lengte van de bovenzijde lopen zes, meestal rode, strepen. De buikzijde is aanzienlijk lichter gekleurd en is bedekt met zwarte vlekken.
De bloedzuiger heeft twee zuignappen aan elk uiteinde van zijn lichaam. Hiermee beweegt hij zich buiten het water voort. De zuignap aan de kopzijde is voorzien van drie bladvormige kaken met elk ongeveer honderd scherpe tanden. De kaken staan spaaksgewijs ten opzichte van elkaar en veroorzaken een litteken in de vorm van een omgedraaide Y. Aan de bovenzijde van de kop bevinden zich vijf paar ogen.

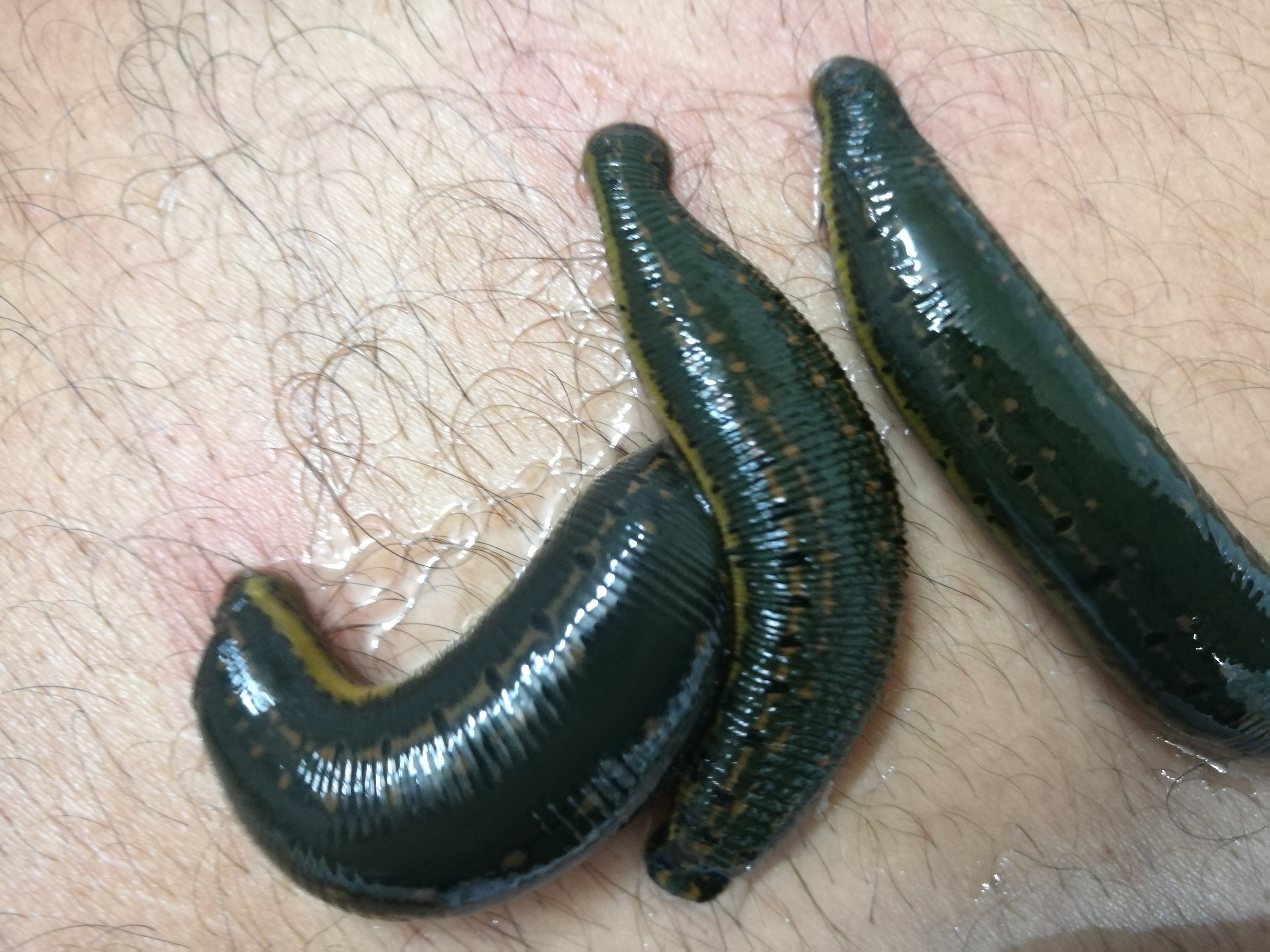
Exemplaren op het droge zijn donker gekleurd.
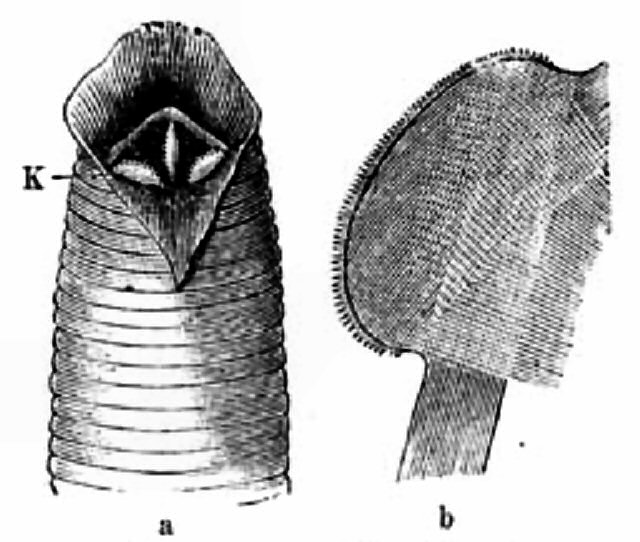
Links: opengesneden kop (a) met de drie kaken (K) Rechts: kaakplaat met tanden op de rand
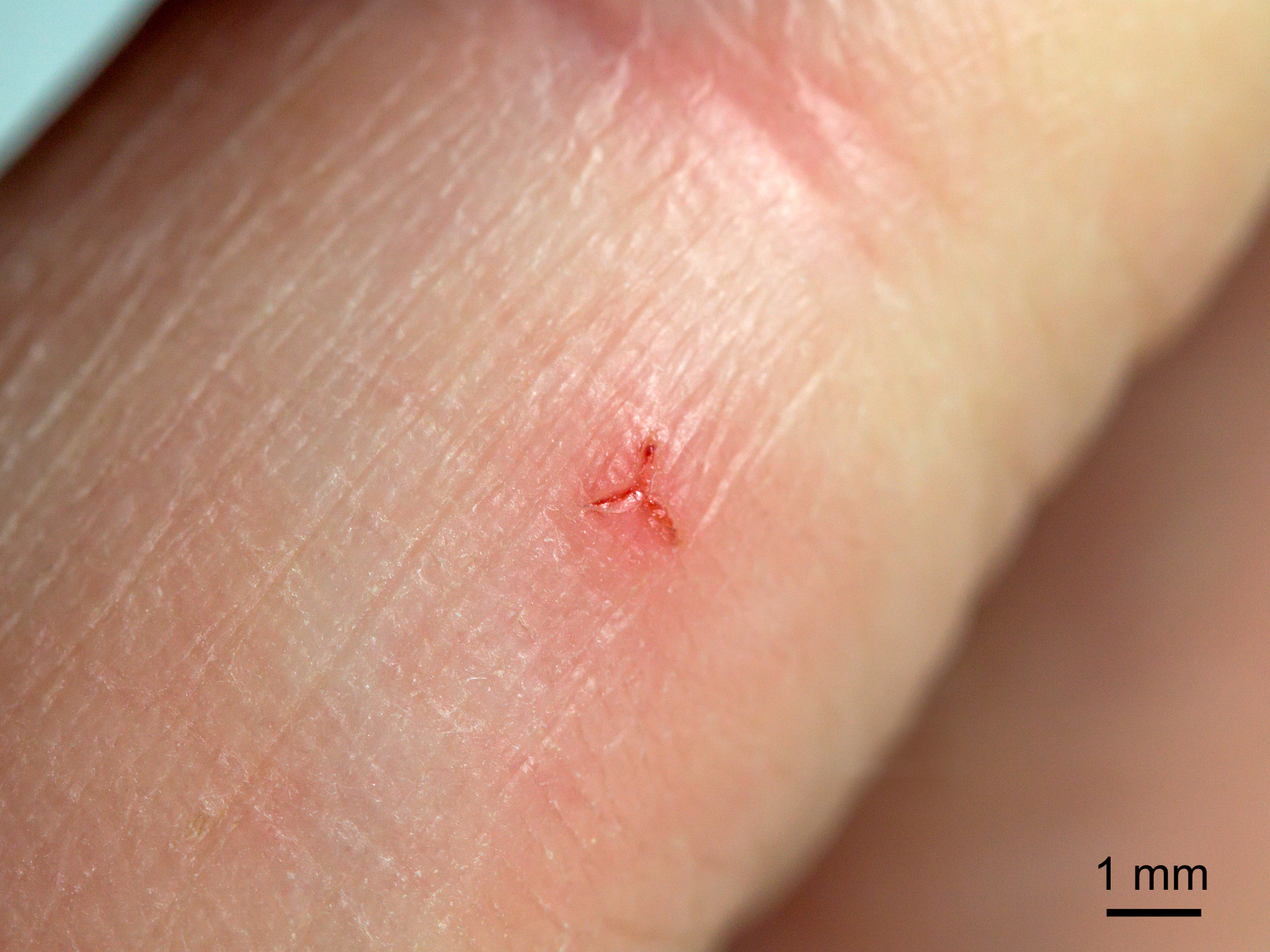
Litteken van een beet van de medicinale bloedzuiger

De medicinale bloedzuiger kan worden verward met de verwante Hirudo verbana. Ook de algemeen voorkomende paardenbloedzuiger (Haemopis sanguisuga) kan worden aangezien voor een medicinale bloedzuiger. De soorten hebben een vergelijkbare grootte.

## Levenswijze
De medicinale bloedzuiger neemt potentiële prooien waar met tastorganen op het huidoppervlak. Hij is in staat om op een afstand van enkele meters bewegingen op te merken van grote zoogdieren in het water. Met meanderende bewegingen van het gespierde lichaam zwemt hij relatief snel op het prooidier af. Hij zuigt zich op de huid en zaagt deze met zijn drie kaken open. De dikke huid van een koe kan binnen enkele seconden worden binnengedrongen. Tussen de kaken scheiden speekselklieren antistollingsmiddelen uit. In dertig tot zestig minuten kan de bloedzuiger tot vijf keer zijn lichaamsgewicht opzuigen.
Gewoonlijk neemt de bloedzuiger per keer 5 tot 15 milliliter bloed in zich op. In het lichaam wordt het bloed verder ingedikt, waarop het resterende water via de huid wordt uitgescheiden. Als het dier is verzadigd laat hij zich vallen. Speciale darmbacteriën conserveren het bloed, zodat de bloedzuiger tot een jaar lang zonder verder voedsel kan stellen.
De medicinale bloedzuiger is na drie jaar geslachtsrijp. Hij is hermafrodiet, maar heeft een partner nodig om zich voort te kunnen planten. Tientallen eieren worden op een beschaduwde, vochtige plek in de buurt van water gelegd en in cocons gesponnen. Na het uitkomen voeden de jonge bloedzuigers zich aanvankelijk met kleine ongewervelde dieren, die ze opeten of leegzuigen. Later voeden ze zich met het bloed van kikkers en vissen. Pas als ze volgroeid zijn voeden ze zich met zoogdieren. De medicinale bloedzuiger kan een leeftijd bereiken van ruim dertig jaar.

## Verspreiding en leefgebied

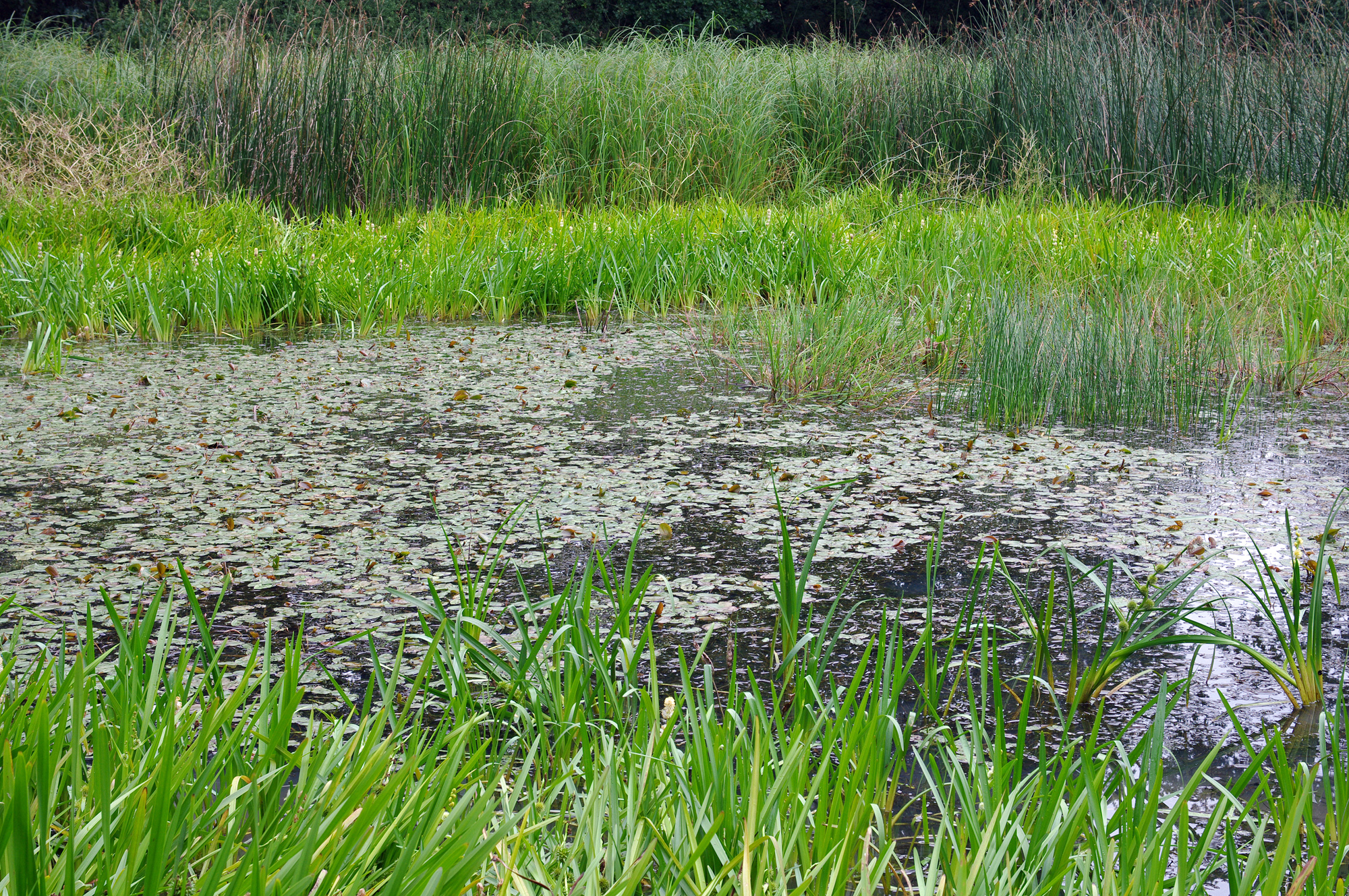
Typische habitat van een grote populatie medicinale bloedzuigers in Duitsland

Het verspreidingsgebied van de medicinale bloedzuiger beslaat het grootste deel van Europa en strekt zich uit tot in Noord-Afrika en in Kazachstan en Oezbekistan in Azië. De ideale habitat bestaat uit modderige, eutrofe zoetwaterpoelen in een gematigd klimaat met voldoende ondergedompelde waterplanten.
Vanwege het toegenomen gebruik van medicinale bloedzuigers in de eerste helft van de 19e eeuw zijn natuurlijke populaties sterk versnipperd en gedecimeerd. Ook wordt de medicinale bloedzuiger bedreigd door het verdwijnen van natuurlijke poelen en het verdwijnen van paarden in de landbouw, zijn favoriete prooidieren. De soort is tegenwoordig slechts in een klein aantal Europese gebieden in zijn natuurlijke omgeving te vinden. Hij wordt in de meeste Europese landen beschermd, waaronder Nederland, Duitsland, Frankrijk en Zwitserland. De status van de medicinale bloedzuiger is als 'gevoelig' (NT of Near threatened) geklasseerd op de Rode Lijst van de IUCN. De soort is zeldzaam in België en zeer zeldzaam in Nederland.

## Gebruik

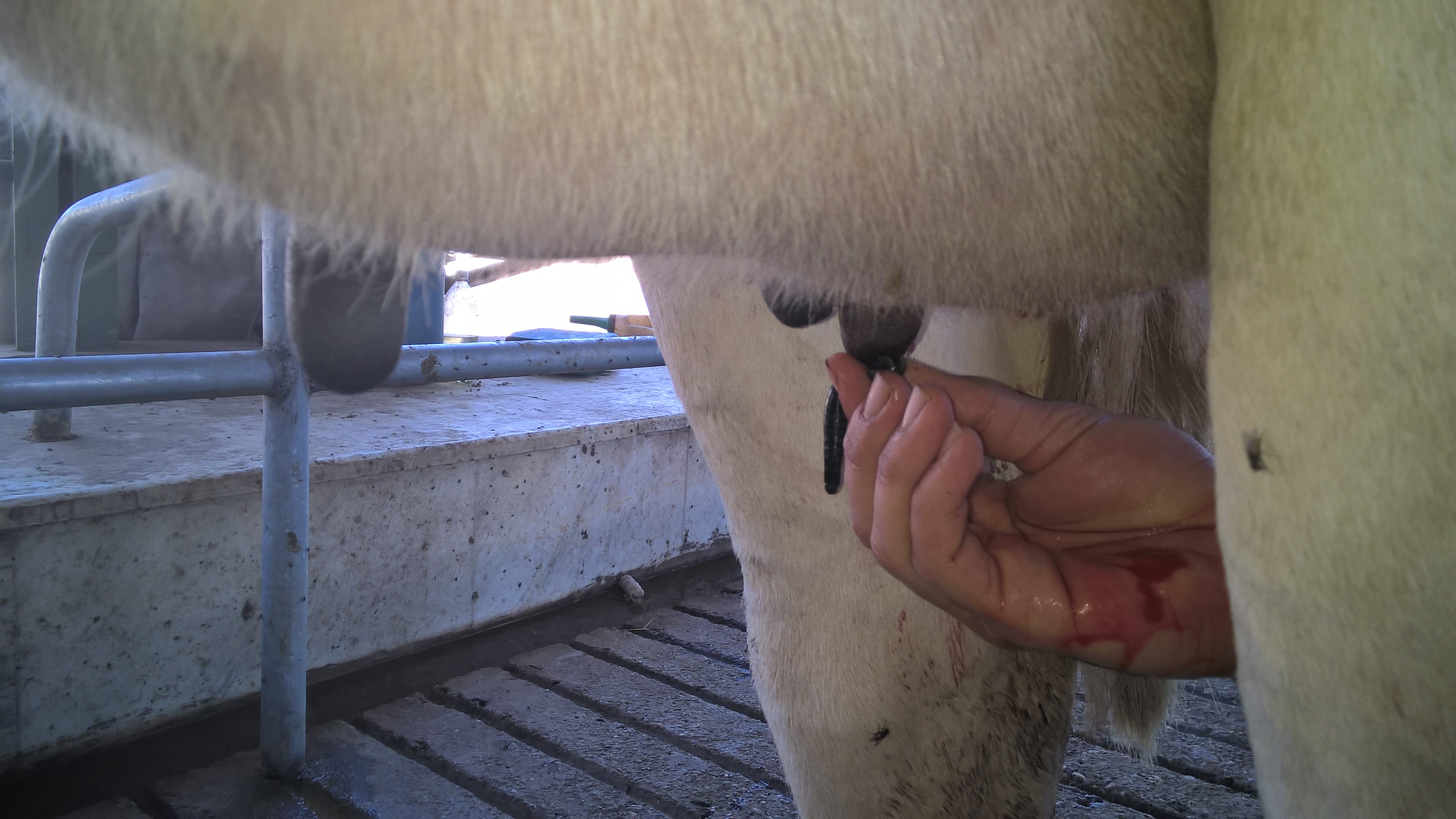
Bloedzuigerbehandeling van mastitis op een koe

Het speeksel van de medicinale bloedzuiger bevat zo'n zestig verschillende proteïnes. Dit zijn onder andere antistollingsmiddelen (waaronder hirudine), plaatjesaggregatieremmers (waaronder apyrase en collagenase), vasodilators en proteaseremmers. Men vermoedt dat het speeksel ook een anestheticum bevat, daar de beet van de medicinale bloedzuiger meestal niet pijnlijk is. Veel van deze proteïnes worden al eeuwenlang gebruikt om verschillende ziektes te behandelen.
Het therapeutische effect van de behandeling met de medicinale bloedhandeling wordt veroorzaakt door de voortdurende en gestage bloeding van de wond nadat de bloedzuiger is losgemaakt. Dit bevordert de bloedsomloop en reinigt de wond. Ook hebben de proteïnen in het speeksel verdovende, ontstekingsremmende en vaatverwijdende eigenschappen. De meest voorkomende bijwerking is langdurige bloeding, die eenvoudig kan worden behandeld. Ernstiger bijwerkingen zijn allergische reacties en bacteriële infecties.
Voor het zetten van bloedzuigers voor de behandeling van andere klachten dan slecht helende operatiewonden bestaat geen enkele wetenschappelijke onderbouwing. Het wordt gekwalificeerd als kwakzalverij en oplichting. Vanwege het gevaar van infecties is het ook niet zonder gezondheidsrisico.

### Geschiedenis

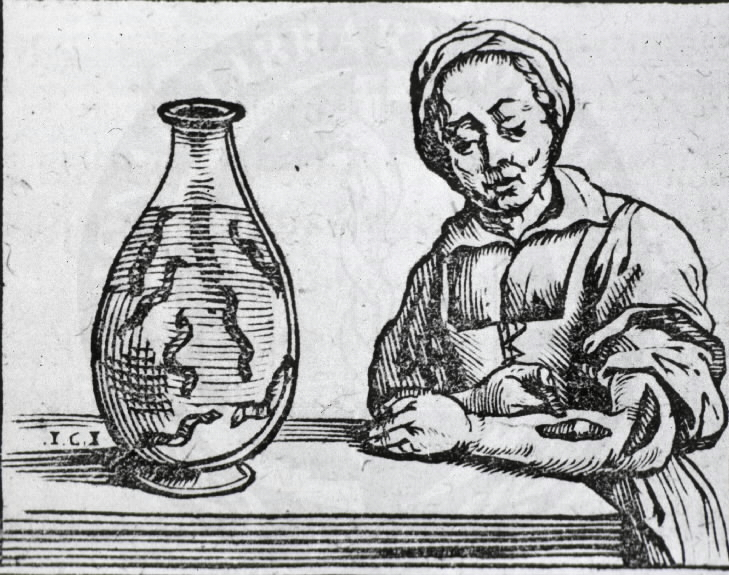
Zeventiende-eeuwse illustratie van een behandeling met bloedzuigers

De vroegst bekende beschrijving van het medisch gebruik van bloedzuigers staat opgetekend in de Sushruta Samhita, een antiek medisch document in het Sanskriet. Het beschrijft twaalf typen bloedzuigers en hoe ze kunnen worden gebruikt voor aderlating bij onder andere huidziektes, ischias en spierpijn. Een andere vroege beschrijving is opgetekend door de Griekse arts Nicander, die in de 2e eeuw v.Chr. leefde.
Vanaf de middeleeuwen werd de medicinale bloedzuiger en de verwante Hirudo orientalis, H. troctina en H. verbana gebruikt om bloed af te tappen en zo de vier zogenaamde humores (lichaamssappen) in balans te brengen. Elke ziekte die de huid rood doet kleuren zou veroorzaakt worden door een teveel aan bloed en een behandeling met bloedzuigers zou dus een probaat middel zijn.
Tot ver in de 19e eeuw werd de medicinale bloedzuiger en zijn verwanten veelvuldig in de geneeskunde gebruikt. De dieren werden gevangen door bloedzuigerverzamelaars en gekweekt in speciale kwekerijen. Het Manchester Royal Infirmary gebruikte in het jaar 1831 zo'n 50.000 bloedzuigers. Het ziekenhuis had tot de jaren 1930 een speciaal aquarium voor deze dieren.
Sinds de jaren 1970 worden bloedzuigers toegepast in microchirurgie. Ze worden gebruikt om de bloedsomloop te stimuleren na een operatie, zoals bij huidtransplantatie, het opnieuw bevestigen van vingers en plastische chirurgie aan oren, neus, lippen en oogleden. Andere klinische toepassingen van de medicinale bloedzuiger omvatten de behandeling van spataders, spierkramp, aderontsteking en artrose. In 2004 werd de behandeling met bloedzuigers door de Amerikaanse Food and Drug Administration geclassificeerd als medisch hulpmiddel.
Hirudine uit het speeksel van bloedzuigers wordt gebruikt voor de productie van sportzalven en verzorgingscosmetica die de bloedcirculatie in de huid bevorderen. Het speeksel wordt verkregen zonder de dieren te doden.
De dieren werden vroeger geoogst door oude paarden in een poel te laten staan en vervolgens te plukken. De familienaam (Van) Echelpoel verwijst hiernaar. Echel is het dialect voor bloedzuiger in de Kempen.